# MBV Budel
Die Motoball Vereniging Budel (MBV Budel) ist ein 1978 gegründeter niederländischer Motorsportverein aus Noord-Brabant mit Sitz in der Gemeinde Cranendonck in Budel. Er ist auf Motoball spezialisiert, spielt in der deutschen Motoball-Bundesliga – Gruppe Süd und war 2001, 2016 und 2025 Ausrichter der Europameisterschaften im Motoball.

## Geschichte
Die MBV Budel wurde 1978 gegründet. Ab diesem Jahr gründeten sich in den Niederlanden weitere vier Motoball-Vereine. Da Motoball in den Niederlanden ein relativ unbekannter Sport ist, lösten sich alle Vereine bis auf die MBV Budel im Laufe der Jahre wieder auf. Die MBV Budel ist daher derzeit der einzige Motoball Verein der Niederlande und spielt mangels niederländischer Motoballmannschaften in der deutschen Motoball-Bundesliga – Gruppe Süd. Sie ist Mitglied im Motoball Deutschland e.V., dem Zusammenschluss aller in Deutschland und den Niederlanden spielenden Motoballvereine. Die Jugendmannschaft der MBV Budel spielt in der deutschen Jugend-Motoball-Meisterschaft der Deutschen Motor Sport Jugend (DMSJ) Gruppe West.

## Spielstätte
Die Trainings und Turniere der MBV Budel fanden anfangs auf einer Pferdekoppel oder auf einer Wiese statt. Später bekam der Verein ein Clubhaus und einen Sandplatz auf dem aktuell genutzten Areal. Heutzutage werden Trainings und Turniere auf dem Motoball Wedstrijdveld Budel (Motoball Wettkampffeld Budel) ausgetragen. Die nun gepflasterte Spielstätte befindet sich auf dem Schoordijk (Weiler, Straße) in Budel. Das Motoball Wedstrijdveld Budel war mit dem Organisator MBV Budel und unter der Schirmherrschaft der Koninklijke Nederlandse Motorrijders Vereniging (KNMV) und der Fédération Internationale de Motocyclisme (FIM) 2001, 2016 und 2025 Austragungsort der Europameisterschaften im Motoball. Neben der Nutzung durch den MBV Budel wird der Platz und das umliegende Gelände unter anderem von einer Hundeschule, für Motocross-Veranstaltungen, Internationale VW Käfer Treffen und zeitweise als Veranstaltungsort für Flohmärkte genutzt.